# Yambeshi
Yambeshi eller Yembesi är en flod i Kongo-Kinshasa, ett biflöde till Kwenge. Den rinner genom provinserna Kwango och Kwilu, i den sydvästra delen av landet, 400 km sydost om huvudstaden Kinshasa. En del av floden bildar gräns mellan provinserna.